# العلاقات السودانية اللوكسمبورغية
العلاقات السودانية اللوكسمبورغية هي العلاقات الثنائية التي تجمع بين السودان ولوكسمبورغ.

## مقارنة بين البلدين
هذه مقارنة عامة ومرجعية للدولتين:
| وجه المقارنة                                              | السودان                     | لوكسمبورغ                                                     |
| --------------------------------------------------------- | --------------------------- | ------------------------------------------------------------- |
| المساحة (كم2)                                             | 1.89 مليون                  | 2.59 ألف                                                      |
| عدد السكان (نسمة)                                         | 40.53 مليون                 | 599.45 ألف                                                    |
| الكثافة السكانية (ن./كم²)                                 | 21.44                       | 231.45                                                        |
| العاصمة                                                   | الخرطوم                     | لوكسمبورغ                                                     |
| اللغة الرسمية                                             | اللغة العربية، لغة إنجليزية | اللغة اللوكسمبورغية، لغة فرنسية، اللغة الألمانية              |
| العملة                                                    | جنيه سوداني                 | يورو، فرنك لوكسمبورغ                                          |
| الناتج المحلي الإجمالي (بليون دولار)                      | 117.49 مليار                | 62.40 مليار                                                   |
| الناتج المحلي الإجمالي (تعادل القوة الشرائية) بليون دولار | 176.55 مليار                | 58.13 مليار                                                   |
| الناتج المحلي الإجمالي الاسمي للفرد دولار أمريكي          | 2.41 ألف                    | 101.45 ألف                                                    |
| الناتج المحلي الإجمالي للفرد دولار أمريكي                 | 4.07 ألف                    | 101.93 ألف                                                    |
| مؤشر التنمية البشرية                                      | 0.479                       | 0.892                                                         |
| رمز المكالمات الدولي                                      | +249                        | +352                                                          |
| رمز الإنترنت                                              | سودان                       | .lu                                                           |
| المنطقة الزمنية                                           | ت ع م+03:00، ت ع م+02:00    | توقيت وسط أوروبا، ت ع م+01:00، ت ع م+02:00، أوروبا/لوكسمبورج ‏ |

## منظمات دولية مشتركة
يشترك البلدان في عضوية مجموعة من المنظمات الدولية، منها:
| علم المنظمة | اسم المنظمة                               | تاريخ انضمام السودان | تاريخ انضمام لوكسمبورغ |
| ----------- | ----------------------------------------- | -------------------- | ---------------------- |
|             | الاتحاد البريدي العالمي                   | ?                    | ?                      |
|             | يونسكو                                    | 26 نوفمبر 1956       | 27 أكتوبر 1947         |
|             | البنك الدولي للإنشاء والتعمير             | 5 سبتمبر 1957        | 27 ديسمبر 1945         |
|             | وكالة ضمان الاستثمار متعدد الأطراف        | 7 نوفمبر 1991        | 29 أغسطس 1991          |
|             | البنك الإفريقي للتنمية                    | ?                    | ?                      |
|             | الاتحاد الدولي للاتصالات                  | 23 أكتوبر 1957       | 2 مارس 1866            |
|             | منظمة الشرطة الجنائية الدولية             | ?                    | ?                      |
|             | مؤسسة التمويل الدولية                     | 21 أكتوبر 1960       | 4 أكتوبر 1956          |
|             | الأمم المتحدة                             | 12 نوفمبر 1956       | 24 أكتوبر 1945         |
|             | مؤسسة التنمية الدولية                     | 24 سبتمبر 1960       | 4 يونيو 1964           |
|             | الفريق المعني برصد الأرض                  | ?                    | ?                      |
|             | منظمة حظر الأسلحة الكيميائية              | ?                    | ?                      |
|             | المركز الدولي لتسوية المنازعات الاستشارية | 9 مايو 1973          | 29 أغسطس 1970          |

## وصلات خارجية
- موقع وزارة الخارجية السودانية
- موقع وزارة الخارجية اللوكسمبورغية